# نيكولا بوسان
نيكولا بوسان (بالفرنسية: Nicolas Poussin) هو رسام فرنسي عاش خلال القرن السابع عشر.

## سيرة حياته

### سنواته الأولى - ليزوندوليه وباريس
أشار جيوفاني بيترو بيلوري وهو كاتب سيرة حياة نيكولا بوسان، إلى أن بوسان وُلد في نورماندي وتلقى تعليمًا شمل اللغة اللاتينية، التي ساعدته لاحقًا. أفاد صديق وكاتب سابق آخر، أندريه فيليبيان، أنه «كان مشغولًا دون توقف بملء كتبه بعدد لا نهائي من الأشكال والرسومات المختلفة التي لا يمكن إلا لخياله أن ينتجها». جذبت رسوماته انتباه كوينتين فارين، ولكن لا يوجد دليل على أنه تلقى تدريبًا رسميًا في استوديو فارين، على الرغم من أن أعماله اللاحقة أظهرت تأثير فارين، خاصة من خلال طريقته في إظهار القصص ودقة تعابير الوجه والأقمشة المطلية بدقة والألوان الغنية. يبدو أن والديه عارضا مهنة الرسم، وفي عام 1612، عندما كان في سن الثامنة عشرة، هرب إلى باريس.
وصل إلى باريس خلال فترة ولاية ماريا دي ميديشي، عندما كان الفن مزدهرًا نتيجة اللجان الفنية التي كلفتها ماري دي ميديشي بتزيين قصرها، وظهور عدد كبير من تجار باريس الأثرياء الذين اشتروا الأعمال الفنية. كان هناك أيضًا سوق كبير للوحات التي استُخدمت في إعادة تزيين الكنائس التي دمرت خلال الحروب الدينية الفرنسية في باريس ومدن أخرى. ومع ذلك، لم يكن بوسان عضوًا في نقابة الرسامين والنحاتين الرئيسيين، الذين كانوا يحتكرون معظم اللجان الفنية ورفعوا دعاوى قضائية ضد الغرباء مثل بوسان، واعتبروا أنهم حاولوا التعدي على المهنة.
أخذت رسوماته مكانًا في استوديوهات رسامين معروفين. عمل لمدة ثلاثة أشهر في استوديو الرسام البلجيكي فرديناند إيلي، ثم انتقل إلى استوديو جورج لاليماند، ولكن أسلوب جورج في الرسم لم يكن مُرضيًا بالنسبة لبوسان. بالإضافة إلى ذلك، لم يتأقلم بوسان بشكل جيد مع نظام الاستوديو، إذ كان يعمل العديد من الرسامين على نفس اللوحة، لذلك فضّل العمل لوحده ببطء شديد. لا توجد الكثير من المعلومات عن حياته في باريس في هذا الوقت. أظهرت سجلات المحكمة أنه كان لديه ديون كبيرة لم يتمكن من دفعها. درس علم التشريح والمنظور، ولكن الحدث الأهم أثناء إقامته في باريس كان اكتشافه للمجموعات الفنية الملكية، بفضل صداقته مع ألكسندر كورتوا، خادم ماري دي ميديشي، وهناك رأى لأول مرة أعمال جوليو رومانو ورفائيل، وكان لأعمالها تأثير كبير على أسلوبه الفني المستقبلي.
حاول أولًا السفر إلى روما في 1617 أو 1618، لكنه وصل إلى فلورنسا فقط، ووفقًا لكاتب سيرة حياته بيلوري، «نتيجة لحادثٍ ما، عاد إلى فرنسا». وعند عودته، بدأ في رسم لوحات للكنائس والأديرة في باريس. حاول في عام 1622 الذهاب إلى روما مرة أخرى، لكنه ذهب فقط إلى ليون قبل عودته.
وُظّف بوسان من قبل جامباتيستا مارينو، وهو شاعر في بلاط ماري دي ميديشي، لرسم سلسلة من 15 لوحة، 11 منها توضح تحولات أوفيد و4 توضح مشاهد قتالية من التاريخ الروماني. اعتُبرت هذه الرسومات الموجودة الآن في قلعة وندسور، من أقدم الأعمال التي يمكن التعرف عليها لبوسان. أدى نفوذ مارينو إلى حصول بوسان على عدة مهمات مثل رسومات لمنزل ماري دي ميديشي وقصر لوكسمبورغ، ثم طلب منه رئيس أساقفة باريس الأول، جان فرانسوا دي جوندي، رسم لوحة تمثل وفاة العذراء لكنيسة عائلة رئيس الأساقفة في كاتدرائية نوتردام دو باري (باريس). أخذه مارينو إلى بيته، وعندما عاد إلى روما في عام 1623، دعا بوسان للانضمام إليه. بقي بوسان في باريس لإنهاء مهماته السابقة، ثم وصل إلى روما في ربيع عام 1624.

### إقامته الأولى في روما (1624–1640)
كان بوسان في الثلاثين من عمره عندما وصل إلى روما في عام 1624. كان البابا الجديد، أوربان الثامن، الذي انتُخب في عام 1623، مصممًا على الحفاظ على موقع روما كعاصمة أوروبا الفنية، ومكانًا رئيسيًا لتجمع الفنانين من جميع أنحاء العالم. تمكن بوسان من زيارة الكنائس والأديرة لدراسة أعمال رفائيل والعديد من رسامي عصر النهضة الآخرين، بالإضافة إلى أحدث أعمال كاراتشي وجويدو ريني وكارافاجيو. درس فن رسم العراة في أكاديمية دومنيكينو، وأكاديمية سان لوقا، التي جمعت الرسامين الرائدين في روما، التي ترأسها عام 1624 رسام فرنسي، سيمون فويت، الذي عرض الإقامة على بوسان.
تعرّف بوسان على فنانين آخرين في روما، مثل: النحات الفرنسي فرانسوا دوكسنوي؛ الفنان الفرنسي جاك ستيلا؛ كلود لورين؛ أندريا ساكي؛ وانضم إلى أكاديمية غير رسمية من الفنانين والرعاة المعارضين للأسلوب الباروكي. عرضت روما على بوسان سوقًا مزدهرًا للفنون. ومن خلال مارينو، تعرّف على الكاردينال فرانشيسكو باربيريني، شقيق البابا الجديد، وكاسيانو دال بوزو، سكرتير الكاردينال وباحث متحمس لروما القديمة واليونان، الذين أصبحوا فيما بعد رعاته المهمين. أراد جامعو الفن الجدد صيغة مختلفة من اللوحات، فطالبوا بلوحات دينية أصغر حجمًا ومناظر طبيعية خلابة ولوحات أسطورية وتاريخية.
كانت السنوات الأولى في روما صعبة، إذ غادر مارينو روما متوجهًا إلى نابولي في مايو من عام 1624، بعد وقتٍ قصيرٍ من وصول بوسان، وتوفي هناك في عام 1625. غادر أيضًا بعد ذلك الكاردينال فرانشيسكو باربيريني، بعد انتخابه كممثل بابوي إلى إسبانيا. أُصيب بوسان بمرض الزهري، لكنه رفض الذهاب إلى المستشفى، إذ كانت الرعاية الصحية سيئة للغاية، وكان غير قادر على الرسم لعدة أشهر. تعافى بوسان إلى حد كبير بحلول عام 1629 بفضل مساعدة الطاهي جاك دوغيت، الذي استقبلته أسرته ورعته، وفي عام 1630 تزوج من آن ماري دوغيت.

### العودة إلى فرنسا (1641-1642)
عندما أصبحت أعمال بوسان معروفة جيدًا في روما، تلقى الكثير من الدعوات للعودة إلى باريس للحصول على مهمات ملكية، باقتراح من سوبليت دو نويرز، المشرف على مباني لويس الثالث عشر ملك فرنسا. عندما رفض بوسان، أرسل نويرز أبناء عمومته، رولان فريرت دي شامبري وبول فرير، إلى روما لإقناع بوسان بالعودة إلى المنزل، وعرض عليه لقب الرسام الأول للملك، بالإضافة إلى إقامة في قصر التويلري. استسلم وقبل العرض، وفي ديسمبر من عام 1640 عاد إلى باريس.
أظهرت مراسلات بوسان إلى كاسيانو دال بوزو وأصدقائه الآخرين في روما أنه كان يقدر المال والتكريم، لكن سرعان ما طغى عليه عدد كبير من الفنانين، خاصة أنه اعتاد على العمل ببطء وحذر. تعرّض لاحقًا لانتقادات كبيرة من أنصار رسامين فرنسيين آخرين، ومنهم صديقه القديم سيمون فويت. أكمل لوحة العشاء الأخير (موجودة الآن في متحف اللوفر)، بالإضافة إلى ثمانية رسوم متحركة ورسومات لسلسلة مقترحة تدعى عمال هرقل لمتحف اللوفر، ولوحة انتصار الحقيقة للكاردينال ريشيليو (موجودة الآن في متحف اللوفر). وفي خريف عام 1642، عندما كان الملك خارج باريس في لانغدوك، وجد بوسان ذريعة لمغادرة باريس والعودة بشكل دائم إلى روما.

### سنواته الأخيرة في روما (1642–1665)
عندما عاد إلى روما عام 1642، وجد أن عالم الفن يمر بمرحلة انتقالية. توفي البابا أوربان الثامن في عام 1644، وكان البابا الجديد، إينوسنت العاشر، أقل اهتمامًا برعاية الفن، وفضل الثقافة الإسبانية على الفرنسية. غادر رعاة بوسان من روما إلى فرنسا. وبقي لديه عدد قليل من الأصدقاء في روما، مثل: كاسيانو دال بوزو والكاردينال كاميلو ماسيمو. توفي الكاردينال ريشيليو في عام 1632، وتوفي لويس الثالث عشر في عام 1643، لكن خليفة ريشيليو، الكاردينال مازارين، بدأ في جمع أعمال بوسان. وفي أكتوبر من عام 1643، باع بوسان أثاث منزله في باريس، واستقر لبقية حياته في روما.

## معرض صور

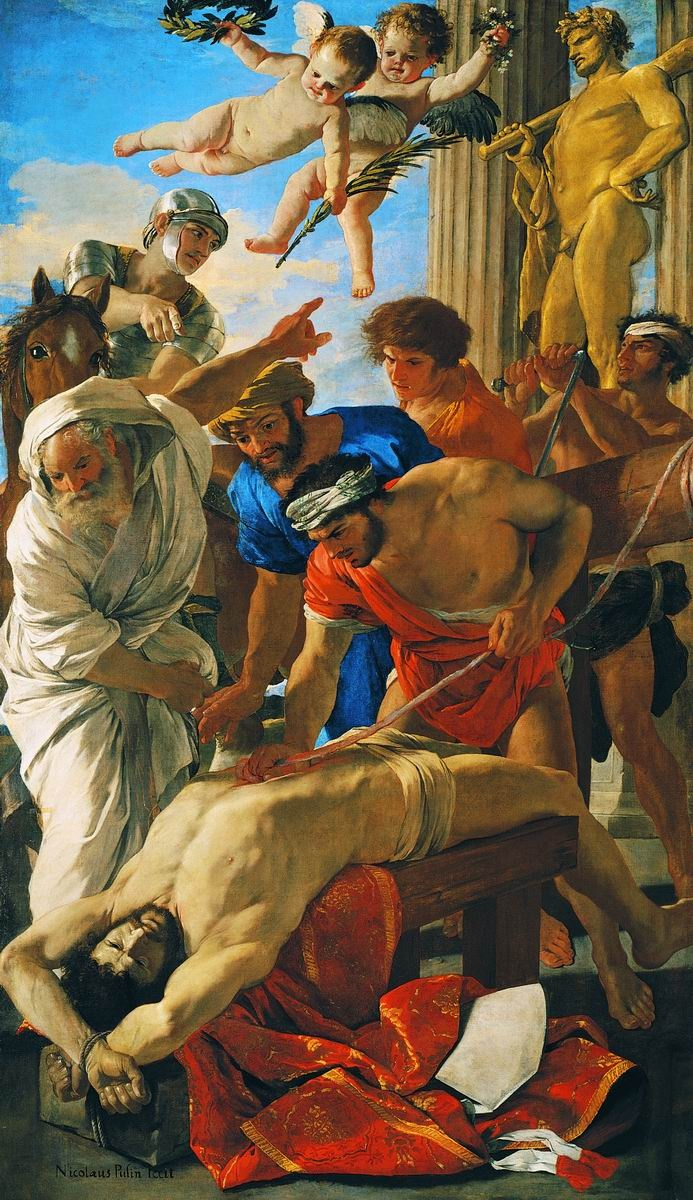
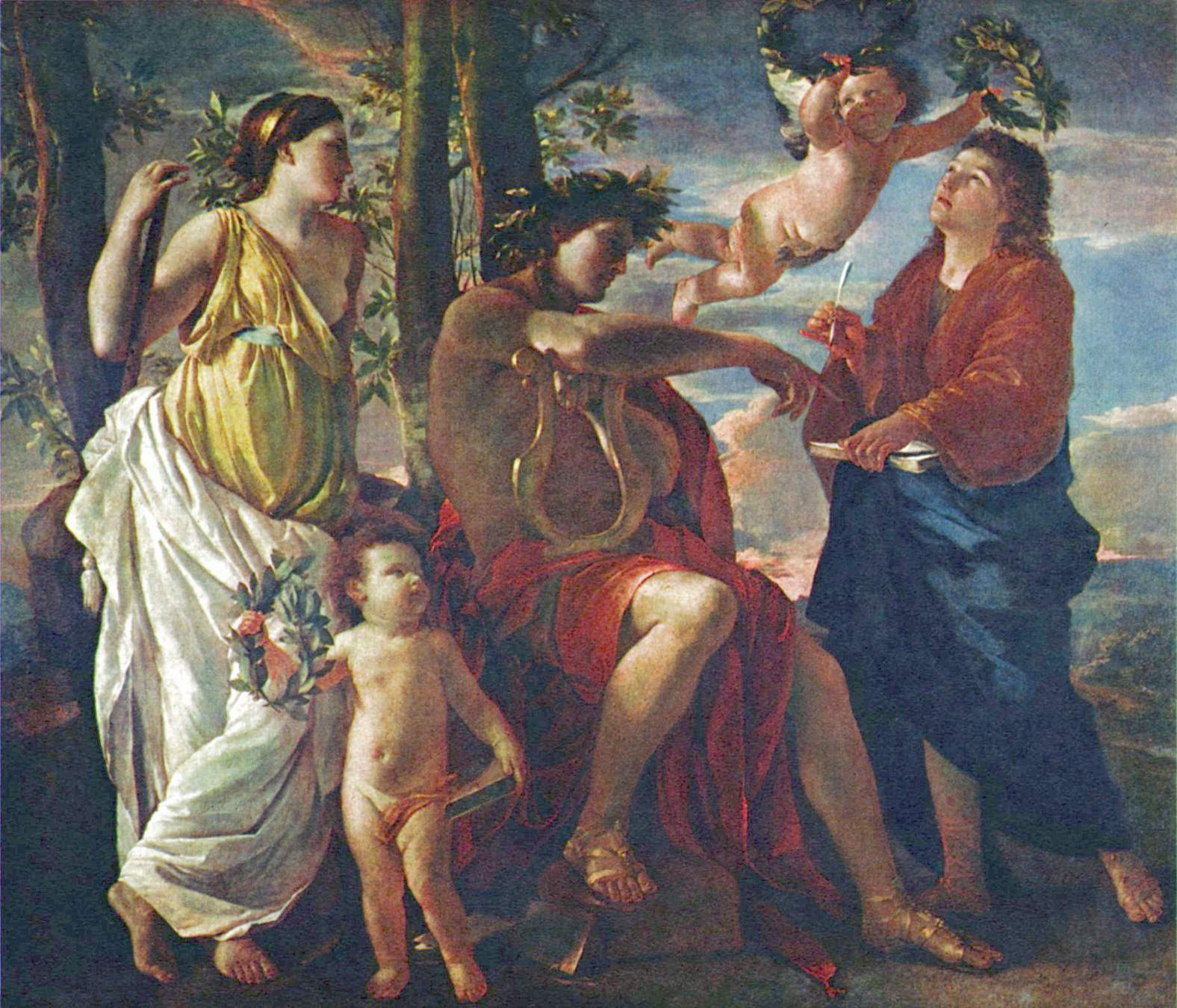
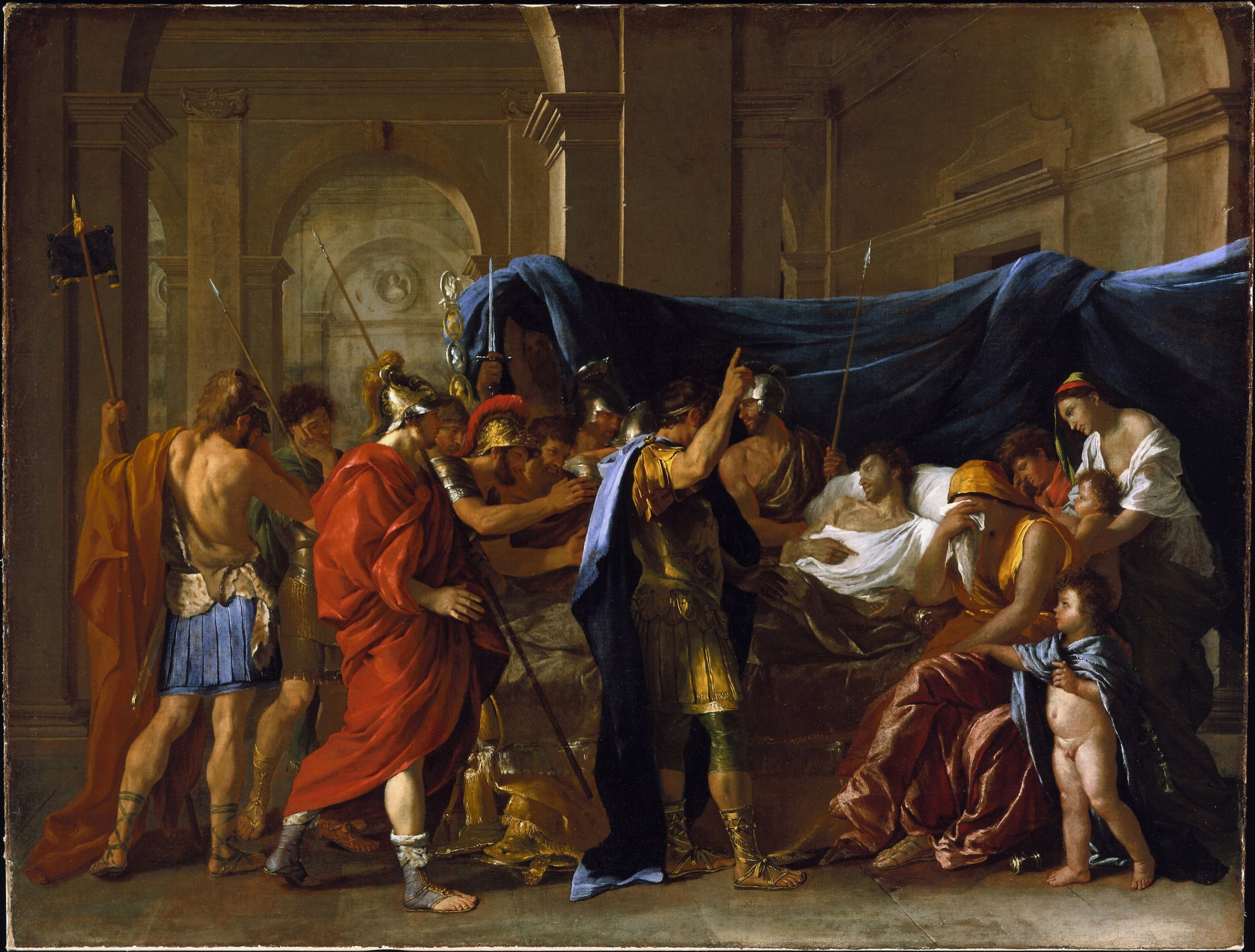

## روابط خارجية
- نيكولا بوسان على موقع الموسوعة البريطانية (الإنجليزية)
- نيكولا بوسان على موقع ميوزك برينز (الإنجليزية)
- نيكولا بوسان على موقع إن إن دي بي (الإنجليزية)
- نيكولا بوسان على موقع ديسكوغز (الإنجليزية)